# Momán (Germade)
Momán (llamada oficialmente San Mamede de Momán) es una parroquia española del municipio de Xermade, en la provincia de Lugo, Galicia.

## Etimología
El origen del nombre procedería del latín (villa) Medumani, indicando la pertenencia a un possessor llamado Meduma, nombre de origen germánico.

## Organización territorial
La parroquia está formada por veintiuna entidades de población, constando veinte de ellas en el nomenclátor del Instituto Nacional de Estadística español:
- A Candieira
- A Cerdeira
- A Cruzvella (A Cruz Vella)
- A Pallota
- A Pigarda (A Pigaroa)
- A Poupariña
- A Zalaroya (A Zalaroia)
- Castrorramil
- Cerracín (Zarracín)
- Liñares
- O Bidueiro
- O Campo
- O Campo da Feira
- O Codeso
- O Fonxérez
- O Meiriño
- O Palacio
- O Pedrón
- O Sangradoiro
- O Vilar
- Pena de Corvos

## Demografía
| Gráfica de evolución demográfica de Momán entre 2000 y 2019 |
|                                                             |
| Datos según el nomenclátor publicado por el INE.            |